# ショーボンドホールディングス
ショーボンドホールディングス株式会社（英: SHO-BOND Holdings Co.,Ltd.）は、東京都中央区に本社を置く日本の企業。社会インフラの補修・補強に特化した大手保守工事会社である。

## 事業内容
- 道路/橋梁・トンネル（研究・開発・調査・設計・施工、補修・補強、打替工法、橋梁補修・補強工法、長寿命化工法、落橋防止工法、はく落防止工法）
- 土木補修・補強工事（鉄道、河川・港湾、農業用水、上下水道）
- 建築分野工事（耐震補強工事、炭素繊維補強、ひび割れ補修工法）
- 補修補強材料/合成樹脂材料（接着剤、注入材、シール材、充てん材、ライニング材）、管継手（配管用継ぎ手）

## 沿革
- 1958年 (昭和33年)
  - 昭和工業株式会社として､ 東京都世田谷区に設立
- 1959年 (昭和34年)
  - 土木建築用接着剤 「ショーボンド」を開発
- 1960年 (昭和35年)
  - 「ショーボンド」 の製造・販売・施工に関する事業を開始
  - 東京大学生産技術研究所などから「ショーボンド」製品の性能試験結果が良好と評価される
  - 本社を東京都千代田区に移転
- 1963年 (昭和38年)
  - 建設業者の東京都知事登録
  - 商号を「株式会社ショーボンド」 に変更
- 1964年 (昭和39年)
  - 新潟地震により落橋した昭和大橋の復旧工事で、床版ひび割れの樹脂注入を担当、土木工事としての構造物補修の地位を固める
- 1969年 (昭和44年)
  - 建設業者の登録を建設大臣(現国土交通大臣) 許可に変更
- 1975年 (昭和50年)
  - 商号を「ショーボンド建設株式会社」に変更
  - 本社を東京都新宿区に移転
- 1977年(昭和52年)
  - 埼玉県大宮市 (当時) に技術研究所を設立
- 1987年 (昭和62年)
  - 東京証券取引所第二部に株式を上場
- 1989年(平成元年)
  - 東京証券取引所第一部銘柄に指定
- 1991年(平成3年)
  - 本社を東京都千代田区に移転
- 1995年(平成7年)
  - 兵庫県南部地震の災害復旧に全社を挙げて対応。それにより、構造物補修の重要性が社会的に強く認知される
- 1996年(平成8年)
  - 茨城県つくば市に研究施設を移転、「補修工学研究所」 とする
- 2006年 (平成18年)
  - 本社を東京都江東区に移転
- 2008年 (平成20年)
  - 株式移転方式により完全親会社である「ショーボンドホールディングス株式会社」を設立し、ショーボンド建設株式会社、ショーボンド化学株式会社、およびショーボンドカップリング株式会社を完全子会社とする
- 2009年 (平成21年)
  - 本社を東京都中央区に移転
- 2016年 (平成28年)
  - 子会社のショーボンド化学株式会社およびショーボンドカップリング株式会社を合併し、社名を「ショーボンドマテリアル株式会社」に変更
- 2019年 (平成31年)
  - 三井物産株式会社と海外事業展開に向けた合弁会社として、SHO-BOND & MIT インフラメンテナンス株式会社を設立

## グループ企業

### 日本
- ショーボンド建設株式会社
- ショーボンドマテリアル株式会社
- SHO-BOND & MIT インフラメンテナンス 株式会社
- 東北化工建設株式会社
- 化工建設株式会社
- 関東化工建設株式会社
- 横浜化工建設株式会社
- 新潟化工建設株式会社
- 中部化工建設株式会社
- 関西化工建設株式会社
- 中国化工建設株式会社
- 四国化工建設株式会社
- 九州化工建設株式会社
- キーナテック株式会社
- 保全技術株式会社

### 海外
- ショーボンド(ホンコン)LTD.